# Blynx
Parent  A  de l'hybridation 
  Lynx rufus 
×

Parent  B  de l'hybridation 
  Lynx canadensis 
Un blynx est le résultat du croisement d'un Lynx roux et d'un Lynx du Canada, deux espèces étroitement apparentées du genre Lynx.

## Lynx roux signalés/ lynx hybrides
La première preuve d'un blynx, basée sur une analyse génétique, a été rapportée au Minnesota.
En août 2003, des biologistes du Maine ont capturé un blynx et l'ont considéré comme un coup de chance stérile de la nature. Ils l'ont libéré avec un collier de suivi pour observer son comportement; le collier était cependant trop serré et le blynx mourut de faim.
Peu de temps après, un autre blynx a été vu dans le Michigan, celui-ci était une femelle avec une portée de chatons. Cela a réfuté la théorie selon laquelle le blynx était un hybride stérile comme le mulet. Une autre blynx femelle a accouché à l'été 2003 dans le Maine après avoir été piégée cet hiver-là.

## Apparence
Le blynx ressemble à un chat de taille moyenne avec des oreilles recourbées et à bout noir, comme son parent lynx du Canada. Son visage ressemble plus à celui de son parent lynx roux et il peut ou non avoir des taches. Comme ses deux parents, il peut avoir une queue très courte ou n'en a pas du tout.